# I Can't Help Myself (Sugar Pie Honey Bunch)
Singles de Four Tops
Ask the Lonely
(janvier 1965) It's the Same Old Song
(juillet 1965)
I Can't Help Myself (Sugar Pie Honey Bunch) est une chanson écrite par le trio Holland-Dozier-Holland pour le groupe de soul The Four Tops, sortie en 45 tours en avril 1965 chez Motown. Elle occupe le sommet du hit-parade américain pendant deux semaines non consécutives.
Elle reçoit le Grammy Hall of Fame Award en 2018.

## Classements hebdomadaires
| Classement (1965)                       | Meilleure place |
| --------------------------------------- | --------------- |
| États-Unis (Billboard Hot 100)          | 1               |
| États-Unis (Hot Rhythm & Blues Singles) | 1               |
| Royaume-Uni (UK Singles Chart)          | 23              |

| Classement (1970)              | Meilleure place |
| ------------------------------ | --------------- |
| Royaume-Uni (UK Singles Chart) | 10              |

## Certification
| Pays              | Certification | Unités certifiées |
| ----------------- | ------------- | ----------------- |
| Royaume-Uni (BPI) | Platine       | 600 000           |

## Reprises
- The Supremes sur l'album The Supremes A' Go-Go (1966)
- Johnny Rivers sur l'album live ...And I Know You Wanna Dance (1966)
- Sylvie Vartan sur l'album 2'35 de bonheur (1967) traduite en français par Garde-moi dans ta poche
- Donnie Elbert sur l'album Stop in the Name of Love (1972) – no 22 aux États-Unis
- Claude François sur l'album Je viens dîner ce soir (1973) traduite en français par L'amour c'est comme ça
- Bonnie Pointer sur l'album Bonnie Pointer (1979) – no 40 aux États-Unis
- Fatback Band sur l'album Raising hell (1975)
- Les Fils de Joie (en medley avec Where Did Our Love Go) lors de leurs concerts (1985)[6]
- Madonna (en medley avec Like a Virgin) lors du Who's That Girl Tour (1987)